# 贾恩卡洛·焦尔杰蒂
贾恩卡洛·焦尔杰蒂（義大利語： 義大利語發音：[dʒaŋˈkarlo dʒorˈdʒetti]，1966年12月16日—），意大利政治家，曾任经济发展部部长，现任经济财政部部长。